# Johann George Gast
Johann George Gast (* 21. Juni 1755 in Kobbeln; † nach 1821) war ein deutscher Orgelbauer.

## Leben
Johann George Gast wurde als Sohn des Martin Gast und der Anna Maria Bahro in Kobbeln geboren. Er erlernte den Orgelbau autodidaktisch und begründete eine Orgelbauerfamilie, welche bis zum Anfang des 20. Jahrhunderts in Fürstenberg (Oder) ihren Sitz hatte. Er gab sein Handwerk weiter an seinen Sohn Johann Friedrich I. Gast (* 1782), sein anderer Sohn, Johann Gottlieb, wurde Lehrer und Küster in Möbiskruge. Bis 1805 war Johann George Gast als Orgelbauer und Schneidermeister in Bahro tätig. Ab 1805 war der Werkstattssitz in Fürstenberg (Oder), da es zur damaligen Zeit deutlich verkehrsgünstiger lag. Sein Enkel Johann Friedrich II. Gast (* 1815; † 1893) und später sein Urenkel Friedrich August Gast (* 1839; † 1905), führten die Firma fort. Gebaut wurden von ihm mechanische Schleifladen-Orgeln, er restaurierte jedoch auch, u. a. in der Nikolaikirche Fürstenberg (Oder) im Jahre 1806 die Barockorgel von 1701.

## Werke (Auswahl)

### Johann George Gast
Johann George Gast baute etwa 15 Orgeln in der Umgebung von Fürstenberg (heute Eisenhüttenstadt), einige mit dem Sohn Friedrich, und führte Reparaturen aus. Erhalten sind die Orgeln in Rießen und Groß Breesen, die zugeschriebenen in Groß Schacksdorf und Groß Muckrow, sowie das Gehäuse in Möbiskruge mit der nachgebauten Originaldisposition.
| Jahr      | Ort                    | Gebäude    | Bild | Manuale | Register | Bemerkungen |
| --------- | ---------------------- | ---------- | ---- | ------- | -------- | --- |
| 1790      | Weißagk bei Forst      | Dorfkirche |      | I/P     | 6        | Zuschreibung, später umgesetzt nach Groß Schacksdorf, erhalten |
| 1797–1798 | Möbiskruge             | Dorfkirche |      | I/P     | 10       | 1922 pneumatischer Neubau durch A. Voigt im bisherigen Gehäuse, 1994 neues Werk mit rekonstruierter ursprünglicher Gast-Disposition durch Sauer Orgelbau als Opus 2263, einige originale Holzpfeifen sind erhalten |
| vor 1800  | Groß Muckrow           | Dorfkirche |      | I/P     | 10       | Zuschreibung, Erbauer, erster Ort und Erbauungsjahr unbekannt, 1820 in Groß Muckrow aufgebaut, 1984–1990 restauriert durch Hans-Bertram Scheffler (Schuke Orgelbau), 1996 durch Markus Roth.                       |
| 1801      | Rießen                 | Dorfkirche |      | I/P     | 7        | 1886 erweitert auf I/P, 8; um 1975 Restaurierung durch Sauer, 2016 durch Reinhard Hüfken |
| 1802      | Wiesenau               | Dorfkirche |      |         |          | 1945 wurden Orgel und Kirche vollständig zerstört |
| 1820      | Groß Breesen bei Guben | Dorfkirche |      | I/P     | 11       | erhalten |

### Johann Friedrich Gast
Vom Sohn Johann Friedrich Gast I  und dem Enkel Johann Friedrich Gast II  sind etwa 15 Orgelneubauten in der Umgebung von Guben und Fürstenberg (Eisenhüttenstadt) bekannt, dazu einige Reparaturen. Die Firma F. Gast & Sohn bestand von 1861 bis etwa 1895,  von Friedrich Gast II und dessen Sohn Friedrich August. Erhalten sind die Orgeln in Grano, Groß Bademeusel (vorher Bomsdorf), Strzegów (Strega), Kerkwitz (vorher Göhlen) und Fünfeichen.
| Jahr      | Ort                                    | Gebäude    | Bild | Manuale | Register | Bemerkungen                                        |
| --------- | -------------------------------------- | ---------- | ---- | ------- | -------- | -------------------------------------------------- |
| 1861      | Grano bei Guben                        | Dorfkirche |      | I/P     | 8        | 2021/22 umfassend restauriert durch Orgelbau Sauer |
| 1861      | Bomsdorf bei Guben                     | Dorfkirche |      | I/P     | 7        | umgesetzt nach Groß Bademeusel, erhalten           |
| 1863      | Schenkendorf bei Guben, heute Sękowice | Dorfkirche |      |         |          | erhalten?                                          |
| 1865      | Strega, heute Strzegów                 | Dorfkirche |      | I/P     | 13       | erhalten                                           |
| 1870–1871 | Göhlen bei Fürstenberg                 | Dorfkirche |      | I/P     | 6        | 1980 umgesetzt nach Kerkwitz, erhalten             |
| 1880–1881 | Fünfeichen bei Fürstenberg             | Dorfkirche |      | II/P    | 10       | 2017/18 restauriert durch Orgelbau Sauer           |